# بحر ماوسن

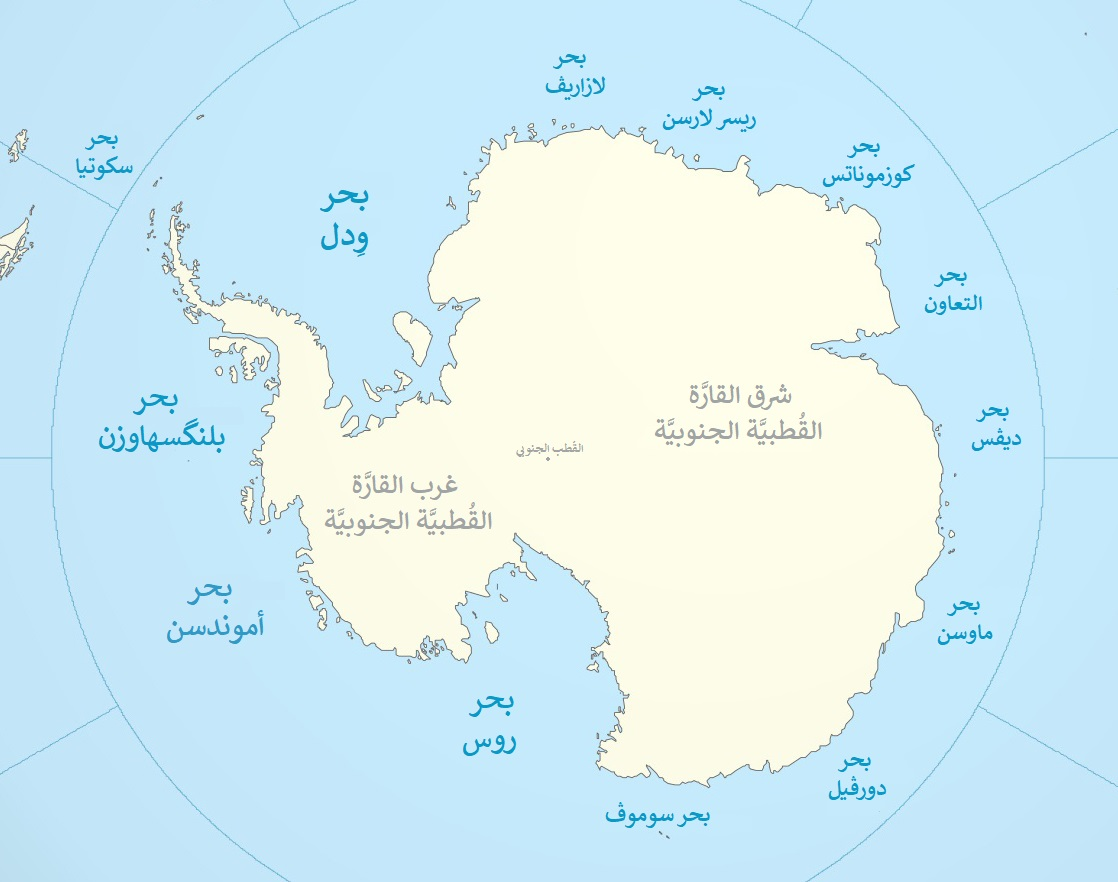
بحر ماوسن وهو جزء من المحيط المتجمد الجنوبي

بحر ماوسن هو بحر هامشي قرب المحيط المتجمد الجنوبي، وهو منطقة من البحر على طول ساحل أرض الملكة ماري شرق القارة القطبية الجنوبية بين الجرف الجليدي شاكلتون في الغرب وخليج فينسين باي في الشرق. وإلى الغرب منه، على الجانب الغربي من الجرف الجليدي شاكلتون، يوجد بحر ديفيس. وفي الشرق توجد جزيرة بومان وخليج فينسين باي.
يصب اثنان من الأنهار الجليدية الهامة في بحر ماوسن وهما نهر دنمان ونهر سكوت. مصب النهر الجليدي دنمان في بحر ماوسون يؤدي إلى ظهور جزيرة بوبيدا الجليدية بشكل دوري.
وقد سمي على شرف المستكشف الأسترالي دوغلاس ماوسون للقطب الجنوبي.